# Championnats de France de patinage artistique 1960
Navigation
Championnats de France 1959 Championnats de France 1961
Les championnats de France de patinage artistique 1960 ont eu lieu à la patinoire olympique de Boulogne-Billancourt pour 4 épreuves : simple messieurs, simple dames, couple artistique et danse sur glace.

## Podiums
| Épreuves                            | Or                                     | Argent                       | Bronze                             |
| Messieurs résultats détaillés       | Alain Giletti                          | Alain Calmat                 | -                                  |
| Dames résultats détaillés           | Nicole Hassler                         | Danièle Giraud               | -                                  |
| Couples résultats détaillés         | Micheline Joubert / Philippe Pélissier | -                            | -                                  |
| Danse sur glace résultats détaillés | Christiane Elien / Jean-Paul Guhel     | Armelle Flichy / Pierre Brun | Annick de Trentinian / Jacques Mer |

## Détails des compétitions
(Détails des compétitions encore à compléter)

### Messieurs
| Rang | Nom           |
| ---- | ------------- |
| 1    | Alain Giletti |
| 2    | Alain Calmat  |

### Dames
| Rang    | Nom            |
| ------- | -------------- |
| 1       | Nicole Hassler |
| 2       | Danièle Giraud |
| Forfait | Dany Rigoulot  |

### Couples
| Rang | Nom                                    |
| ---- | -------------------------------------- |
| 1    | Micheline Joubert / Philippe Pélissier |

### Danse sur glace
| Rang | Nom                                |
| ---- | ---------------------------------- |
| 1    | Christiane Elien / Jean-Paul Guhel |
| 2    | Armelle Flichy / Pierre Brun       |
| 3    | Annick de Trentinian / Jacques Mer |
| ...  |                                    |

## Sources
- Le livre d'or du patinage d'Alain Billouin, édition Solar, 1999